# Беласица (природен парк)
Вижте пояснителната страница за други значения на Беласица.
„Беласица“ е природен парк в България.

## Местоположение
Обхваща по-голямата част от българския дял на планината Беласица. Общата му площ е 11 732,4 хектара, включва землищата на селата от Подгорието – Габрене, Скрът, Ключ, Яворница, Камена, Самуилово, Коларово, Беласица и град Петрич, всички разположени на територията на община Петрич, област Благоевград.

## Статут
Той е обявен със заповед № РД-925 от 28 декември 2007 година на Министъра на околната среда и водите. 
Обявяването на тази защитена територия е с цел опазване на вековните гори, съставени основно от обикновен бук и обикновен кестен, както и естествени чинарови местообитания, защитени и ендемични растителни и животински видове, като обикновен тис, бодливолистен джел, планински явор, карстова люцерна, албански крем, белогръб кълвач, черен кълвач и други, както и уникални и представителни съобщества и екосистеми в безлесната зона на Беласица.

## Управление
Дирекцията на парка се намира в село Коларово и е подчинена на Изпълнителната агенция по горите към Министерството на земеделието и храните.

## Резервати
- Конгура

### Защитени местностти
- Бабите
- Топлище